# Forserums kyrka
Forserums kyrka är en kyrkobyggnad i Forserum, Forserums socken och Barkeryd-Forserums församling, Småland. Den ligger mitt emellan Huskvarna och Nässjö och tillhör Växjö stift.

## Kyrkobyggnaden, historik
Forserums kyrka är mycket gammal. Den grundlades i slutet på 1100-talet av cisterciensermunkar från Nydala kloster. Vid reformationen under 1500-talet samlade kronan in kyrksilver från församlingarna. Forserums församling hade vid den tiden 1,6 kilogram kyrksilver som troligen mestadels var förgyllt. Det enda man fick behålla var en kalk och en patén som tillsammans vägde 0,5 kilo. År 1781 förlängdes kyrkan åt öster med ett halvrunt kor. Till minne av denna utbyggnad finns på utsidan av koret ovanför dörren konung Gustav III:s emblem i guld. I början av 1900-talet skadades klockstapeln av ett åsknedslag. Man rev då stapeln och byggde i stället ett torn på kyrkan.
År 1935 restaurerades kyrkan och ganska stora ändringar gjordes på tornet. All plåt togs bort, de svängda formerna ändrades till raka och i stället för plåt lades det mycket ålderdomliga spåntaket som finns på hela kyrkan. I samband därmed gjordes en hel del förändringar också inne i kyrkan. Underligt nog flyttades predikstolen från dåvarande och rätta norra sidan till den södra sidan. Fönstret till vänster om predikstolen togs också bort.
På läktarbarriären finns en hel rad av målningar av okänt ursprung och av okänd ålder. På en bjälke mitt i kyrkan hänger ett stort krucifix i trä från 1300-talet. Kristusgestalten är nästan i naturlig storlek. Upptill sitter en skylt med den text som Pontius Pilatus lät sätta upp på Jesu kors: INRI, Iesus Nazarenus Rex Iudaeorum, vilket är latin och betyder Jesus från Nazerat (Nasaret), judarnas konung. Mitt på stråglorian bakom Jesu huvud står gudsnamnet på hebreiska.

## Inventarier
- Stenkors med avbildning av torshammare, kyrkans äldsta föremål hittat på kyrkogården under 1930-talet.
- Dopfunt av sandsten från 1200-talet, (bild).
- Triumfkrucifix av lövträ från verkstad i Östergötland under mitten av 1300-talet, (bilder).
- Altaruppsats från 1690-talet.
- Predikstol från 1600-talets senare del.

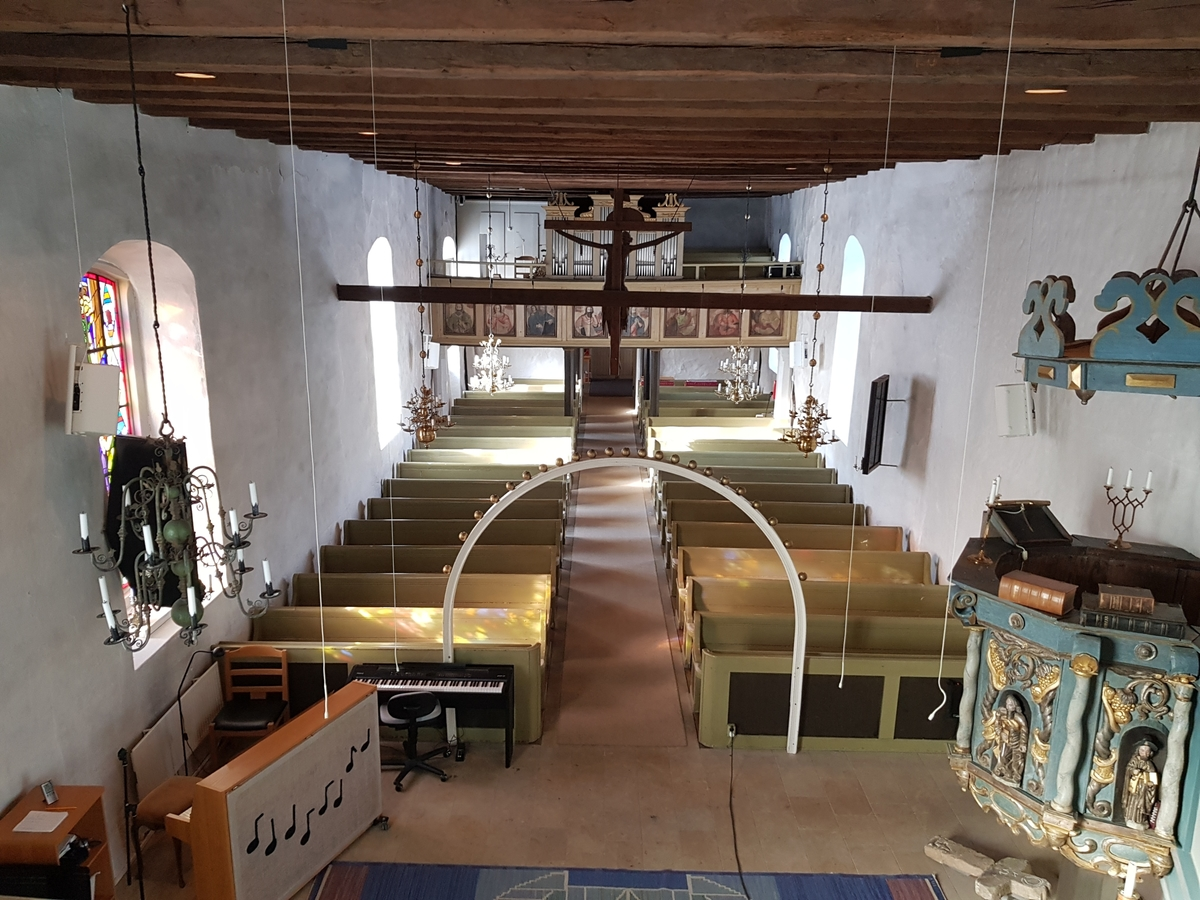
Interiör mot väster

## Orglar

### Nordströmsorgeln
- 1856: Sven Nordström, Flisby, bygger en mekanisk enmanualig piporgel med bihangspedal. Manualklaver på södra sidan av orgelhuset; vita undertangenter. En del fasadpipor är ljudande.

Ursprunglig & nuvarande disposition:

### Åkerman & Lund-orgel
- 1949: Åkerman & Lund, Sundbyberg, bygger en tvåmanualig 19-stämmig orgel med pneumatisk spelregering.
- 1976: Åkerman & Lund-orgeln säljs.